# Хаясібара Меґумі
Хаяшібара Меґумі (яп. 林原 めぐみ) — японська співачка і відома сейю.

## Біографія
Хаяшібара Меґумі народилася 30 березня 1967 року в Токіо. Дівчина з раннього дитинства була прихильницею аніме і захоплено дивилася популярні в ті роки серіали «Sally the Witch», «Secret Little Akko» та «Space Cruiser Yamato». З того самого моменту вона вирішила сама стати сейю.
Через роки біда, що трапилася в сім'ї, (батька Меґумі розбив параліч) спонукала дівчину звернутися до професії медсестри. Вона подала документи в декілька медучилищ, в одному з яких працівник приймальної комісії був з нею дуже грубий. Щоб заспокоїтися, дорогою додому Мегумі купила журнал коміксів, де їй трапилося на очі оголошення про набір в акторську школу при сейю-агентстві Arts Vision. Дівчина вирішила спробувати щастя, хоча і знала, що близькі не схвалять такий вибір. З шестисот охочих конкурс пройшли тільки шістнадцять, і вона опинилася в їх числі. В той же час Меґумі відвідувала медучилище для заспокоєння батьків, які вважали, що артистична кар'єра — не найкраще заняття для їхньої дочки.
Після трьох років навчання медицині та шести місяців роботи медсестрою Хаяшібара твердо вирішила раз і назавжди стати сейю. Що вона і зробила, дебютувавши 1986 року в комедійному телесеріалі «Прибутковий будинок Іккоку» в маленькій ролі. З тих пір її популярність росла. У актриси не було проблем отримати будь-яку роль, що їй подобалася, вона знялася в більш ніж 150 фільмах і серіалах, серед яких такі популярні аніме, як «Neon Genesis Evangelion» (роль Аянамі Рей), «Slayers» (роль Ліни Інверс), «Ранма 1/2» (роль Ранми Саотоме), «Cowboy Bebop» (роль Фей Валентайн), «Love Hina» (роль Урасіми Харуки), «Macross Plus» (роль Люсі МакМіллан) і багато інших. Головна мрія Мегумі — отримати роль у фільмі самого Міядзакі. Хоча сейю — основна професія Хаяшібари, вона також і поп-зірка. Талант співачки відкрився у неї абсолютно несподівано — композиція «Yoake No Shooting Star», записана для OVA-серіалу «Mobile Suit Gundam 0080: A War in the Pocket», поклала початок естрадній кар'єрі Мегумі, і зараз вона випустила вже з десяток альбомів.

## Суспільний резонанс
У червні 2025 року Хаяшібара Меґумі опублікувала у своєму блозі есе під назвою «Індивідуальність, незнання й байдужість» (англ. Indifference, Ignorance, and Not Knowing), в якому закликала японців бути свідомішими в соціальному житті, зокрема брати участь у виборах. Вона також торкнулася теми поведінки деяких іноземних туристів у Японії, заявивши, що дехто з них поводиться як «інвазивний вид».
Цей вислів викликав хвилю критики з боку користувачів соцмереж та окремих медіа, які назвали заяву ксенофобською та образливою. У відповідь на обурення Хаяшібара оновила публікацію та видалила згадку про «інвазивний вид», додавши вибачення:  
«Частина того, як я висловилася, виявилася занадто різкою. Я не хотіла образити нікого особисто. Я навчуся. Дякую всім, хто вказав на це».
Попри критику, частина громадськості підтримала її висловлювання, наголосивши, що йдеться не про дискримінацію, а про збереження японської культури у відповідь на масовий туризм.

## Значні ролі
- «Hitsuji no Uta» (2003) — Кодзе Чісана
- «Cromartie High School» (2003) — мама Маеди
- «Tenshi na Konamaiki» (2002) — Меґумі Амацука
- «Love Hina» (2002) — Харука Урашіма
- «Shaman King» (2001) — Ганна Кеяма
- «Cowboy Bebop» (2001) — Фей Валентайн
- «Vampire Hunter D: Bloodlust» (2000) — Лейла
- «Cardcaptor Sakura» (1999) — Мадоші
- «Queen Emeraldas» (1998) — Хіроші Уміно
- «saber Marionette J to X» (1998) — Лайм
- «Akihabara Dennou Gumi» (1998) — Цубаме Оторі
- «Lost Universe» (1997) — Канал Ворфід
- «Slayers» (1997) — Ліна Інверс
- «Pokemon» (1997) — Мусаші (Джесі), Фушіґідане (Бульбасаур), Чепурун
- «Sorcerer Hunters» (1996) — Чіру Місу
- «Black Jack» (1996) — Рей Фуджінамі
- «Saber Marionette J» (1996) — Лайм
- «Tenchi Muyo!» (1996) — Ачіка Масакі
- «Case Closed» («Case Closed») (1995) — Шіхо Міяно
- «Shadow Skill» (1995) — Ель Рагу
- «Neon Genesis Evangelion» (1995) — Рей Аянамі, Юї Ікарі, Пен-пен, Eva-01 (в стані «берсека»)
- «Sailor Moon» (1994) — Хімеко Наєтаке
- «Blue Seed» (1994) — Моміджі Фуджімія
- «DNA?» (1994) — Томоко Саєкі
- «Macross Plus» (1994) — Люсі МакМіллан
- «The Hakkenden» (1993) — Моя Інусака
- «Yu Yu Hakusho» (1992) — Ґенкай в юності
- «Nuku Nuku» (1992) — Ацуко «Нуку Нуку» Нацуме
- «Video Girl Ai» (1992) — Ай Амано
- «3x3 Eyes» (1991) — Пай
- «Magical Princess Minky Momo» (1991) — Мінки Момо
- «Mobile Police Patlabor» (1990) — ведуча прогнозу погоди
- «Garaga» (1989) — Кіна
- «Ранма 1/2» (1989) — Ранма Саотоме (дівчина)
- «Gundam 0080» (1989) — Крістіна «Кріс» Маккензі
- «Bubblegum Crisis» (1987) — Нам
- «Project A-ko» (1986) — Уме
- «Maison Ikkoku» (1986) — Есуке Нанао і в епізодах (дебют)
- «All Purpose Cultural Cat Girl Nuku Nuku TV» (1998) — Нуку Нуку
- «All Purpose Cultural Cat Girl Nuku Nuku OVA» (1992) — Нуку Нуку

Хаяшібара також виконала пісні «Oversoul», «Trust You», «Northern Lights» і «Omokage» для серіалу «Shaman King» і різні тематичні пісні для дисків за мотивами серіалу.
Окрім того вона виконала пісні для опенінґів всіх телесеріалів і фільмів із циклу «Slayers».
Хаяшібара виступала в групах Doco і Ties. Ще вона співала з групою Hinata Girls (що складалася з виконавців головних ролей серіалів «Love Hina»), хоч не належала до групи офіційно.

## Сольні альбоми
- Half and, Half (KICS-100, 1991)
- WHATEVER (KICS-176, 1992)
- Perfume (KICS-215, 1992)
- SHAMROCK (KICS-345, 1993)
- PULSE (Futureland, TYCY-5413, 1994)
- SpHERE (KICS-430, 1994)
- Enfleurage (KICS-475, 1995)
- bertemu (KICS-590, 1996)
- Iravati (KICS-640, 1997)
- Fuwari (яп. ふわり) (KICS-755, 1999)
- VINTAGE S (KICS-790, 2000)
- VINTAGE A (KICS-810, 2000)
- feel well (KICS-955, 2002)
- center color (KICS-1070, 2004)
- Plain（KICS-1303, 2007）
- Slayers MEGUMIX（KICA-916〜918, 2008）
- CHOICE（KICS-1548, 2010）
- VINTAGE White（KICS-1670〜1671, 2011）